# Vegard Vinge
Vegard Vinge (* 1971) ist ein norwegischer Theaterregisseur und Schauspieler. Im Künstlerkollektiv mit Ida Müller inszeniert er seit 2008 an der Volksbühne Berlin. Mit modernen, unkonventionellen Aufführungen von Stücken seines Landsmanns Henrik Ibsen erregte er Aufsehen.

## Leben
Vegard Vinge studierte 2004 bis 2008 Regie an der Universität der Künste Berlin. Dort lernte er die deutsche Bühnenbildnerin Ida Müller kennen.
Ihre Inszenierung des Dramas John Gabriel Borkman von Henrik Ibsen an der Volksbühne dauerte bis zu 12 Stunden und erntete u. a. Kritik, weil sich Vegard Vinge wiederholt in den eigenen Mund urinierte. Das Stück wurde 2012 als Beitrag der Volksbühne zum Theatertreffen eingeladen.

## Kontroverse
Im Mai 2013 wurde der vierte Teil von Vinges Ibsen-Saga, "Das 12-Spartenhaus", im Prater der Volksbühne uraufgeführt. Bei folgenden Vorstellungen bewarf Vinge das Publikum mit Fäkalien und besprühte den Bühnenmeister des Praters mit einem Feuerlöscher. Der Bühnenmeister wurde danach krankgeschrieben. Daraufhin erhielt Vinge eine schriftliche Beanstandung von Intendant Frank Castorf, in der mit strafrechtlichen Konsequenzen gedroht wurde. Vegard Vinge reagierte, indem er den Brief bei einer weiteren Aufführung vorlas und ebenfalls mit Fäkalien beschmierte. Dennoch wollte zunächst die Volksbühne das Stück nach der Sommerpause im Herbst 2013 wiederaufnehmen.
Seitdem ist das Stück jedoch nicht mehr auf dem Spielplan erschienen.

## Inszenierungen
- 2006: Ein Puppenheim von Henrik Ibsen
- 2007: Gespenster von Henrik Ibsen
- 2009: Die Wildente von Henrik Ibsen
- 2011–2012: John Gabriel Borkman von Henrik Ibsen
- 2013: 12-Spartenhaus, sehr frei angelehnt an Ibsens Ein Volksfeind
- 2017: Nationaltheater Reinickendorf
- 2018: Panini-BoysRoom (Festspillene i Bergen)

## Auszeichnungen
- 2008: Norwegian Theatre Critics Award für Gespenster
- 2018: Bühnenbildner des Jahres für Nationaltheater Reinickendorf